# Летта, Энрико
Энрико Летта (итал. Enrico Letta; род. 20 августа 1966, Пиза, Тоскана) — итальянский политик. Председатель Совета Министров Италии (28 апреля 2013 — 22 февраля 2014). Национальный секретарь Демократической партии (2021—2023).

## Биография
Родился в Пизе, окончил в 1994 году Пизанский университет (специализация по политологии) и Школу исследований Святой Анны, где получил в 2001 году степень Ph.D по законодательству Европейского союза. На протяжении длительного времени занимался наукой, работал профессором в частном Университете Карло Каттанео в Кастелланца (2001—2003), Школе исследований Святой Анны (2003), приглашённым профессором в Высшей коммерческой школе Парижа (2004).
Дядя Энрико, Джанни Летта, был одним из высокопоставленных помощников С. Берлускони.

### Политическая карьера
Энрико Летта занялся политической деятельностью с начала 1990-х годов в составе Христианско-демократической партии, а после её распада в 1994 году в Итальянской народной партии. Был президентом Молодёжи Европейской народной партии в 1991—1995 годах. В 1994 году вступил в Итальянскую народную партию, где сделал быструю карьеру, став в 1997 году заместителем секретаря (руководителя) партии в возрасте 32 лет, а в 1998 году был назначен министром по делам Евросоюза в кабинете Д’Алема. На парламентских выборах 2001 года был впервые избран в палату депутатов от центристской партии Маргаритка: Демократия — это свобода.
С 2004 по 2006 год был депутатом Европарламента, в Европейском парламенте входил в группу Альянс либералов и демократов за Европу и Комитет по экономическим и валютным вопросам. В 2006 году оставил Европарламент и занял должность секретаря Совета министров во втором кабинете Проди.
Стал одним из основателей Демократической партии, в 2007 году на выборах руководства партии Летта занял третье место с 11 % голосов. С 2009 года является заместителем секретаря (руководителя) партии Пьера Луиджи Берсани.

### Во главе правительства Италии (2013—2014)
24 апреля 2013 года президент страны Джорджо Наполитано предложил Э. Летта возглавить правительство Италии, чтобы положить конец кризисной ситуации, сложившейся после выборов 24—25 февраля 2013 года.
27 апреля 2013 года Энрико Летта представил президенту страны Джорджо Наполитано новый состав правительства, в который входило 7 женщин. На следующий день правительство было приведено к присяге.
14 февраля 2014 года сделал заявление об отставке с поста премьер-министра Италии. Решение было принято после того, как Демократическая партия поддержала предложение лидера партии Маттео Ренци о смене правительства Италии. Сам Летта не присутствовал на голосовании членов партии по вопросу об отставке правительства, заявив, что не хочет влиять на решение партии. Президент Италии Джорджо Наполитано принял отставку Энрико Летта.

### Дальнейшая карьера
23 июля 2015 года Палата депутатов утвердила заявление Летта об отказе от своего мандата, после чего он уехал во Францию и начал преподавать Парижском Институте политических исследований.
В марте 2017 года объявил о поддержке кандидатуры действующего министра юстиции Андреа Орландо на предстоящих выборах нового лидера Демократической партии, назначенных ввиду отставки Маттео Ренци.
14 марта 2021 года избран национальным секретарём Демократической партии на заседании Национальной ассамблеи ДП (860 голосов «за», 2 — «против», четверо воздержались).
12 апреля 2022 года призвал создать «семь Европейских союзов»: «союз обороны», «союз безопасности», «союз энергетики», а также ещё четыре союза, связанные с внешней политикой, здравоохранением, приёмом мигрантов и расширением ЕС.
26 сентября 2022 года после поражения Демократической партии на досрочных парламентских выборах объявил об отказе от выдвижения своей кандидатуры на выборах национального секретаря ДП.

## Семья
Женат, 3 детей.